# Indokina
Indokina, även Bortre Indien, är den större halvö i Sydostasien som ligger mellan Indiska oceanen och Sydkinesiska havet. Det motsvarar länderna Kambodja, Laos, Myanmar, Thailand, Vietnam och resten av Malackahalvön.
Den alternativa benämningen Indokina kan även appliceras på Franska Indokina (franska: Indochine Française), vilket då endast motsvarar Vietnam, Laos och Kambodja.

## Namnhistorik och omfattning
Bortre Indien är en benämning som applicerats i förhållande till Främre Indien. Båda dessa asiatiska regioner sågs från Europa i äldre tid som delar av en "indisk" kultursfär, som ofta även inkluderade den sydostasiatiska övärlden. Öarna kallas på svenska numera ofta för Malajiska arkipelagen, men namnet går igen i nationsnamnet Indonesien – efter grekiskans ord för "indiska öarna".
De båda benämningarna Främre och Bortre Indien har blivit mindre vanliga under senare delen av 1900-talet, då man allt oftare sätter likhetstecken mellan "Indien" och den självständiga staten med samma namn. Halvön och regionen i Sydasien har därmed oftare kallats vid Indiska halvön eller indiska subkontinenten.
Parallellt har även Indokina – delvis influerat från namngivningen i språk som engelska – blivit ett vanligare namn för halvön öster om Bengaliska viken. Ibland skiljer man mellan Indokina och Franska Indokina, området mellan Thailandviken (tidigare: Siambukten) och Tonkinbukten som tidigare (1887–1954) tillhörde Frankrike och numera utgöras av de självständiga staterna Laos, Kambodja och Vietnam. Ibland används dock idag Indokina även som benämning för denna mindre halvö, på svenska och andra europeiska språk.
Bortre Indien och Indokina kan även ha en än vidare betydelse och då även innefatta delar av sydligaste Kina, framför allt motsvarande Hainan och Yunnan.

## Regionens kultur
Namnen Bortre Indien och Indokina syftar båda på att regionen påverkats av större kulturer i närliggande delar av Asien. Det senare namnet inkluderar både påverkan från Indien och Kina.
De olika delarna av halvön har påverkats olika mycket av influenserna västerifrån (från Indien) och norrifrån (från Kina). De tidigare indiska influenserna var hinduistiska, men buddhismen kom senare att bli områdets huvudsakliga religion. Både Malackahalvön och Khmerriket fick starkt indiskt inflytande av olika slag, och exempelvis Angkor Vat uppfördes på 1100-talet som en hinduistisk helgedom, för att ett par hundra år senare omvandlas till en buddhistisk dito.
De flesta sydostasiatiska länder har influerats främst från indiskt håll, med endast mindre påverkan från Kina. Förhållandet har dock varit det omvända i Vietnam, där det enade, vietnamesiskspråkiga nationsbygget bildades i norr efter en lång tid av både politisk och kulturell kinesisk dominans. Områdena längre söderut stod länge utanför den kinesiska kultursfären och styrdes långa tider via det hinduistiska riket Champa eller som del av Khmerriket.
Den främsta religionen i Bortre Indien är buddhism. Genom den ovannämnda indiska eller kinesiska påverkan på olika delar av området kom theravadatraditionen att bli dominerande på hela halvön utom i Vietnam; där är mahayana idag den största trosinriktningen, utöver en liten theravaraminoritet i söder.
På Malackahalvön är största delen av befolkningen muslimer, med mindre grupper av buddhister, kristna och hinduer. I Singapore (en ö utanför den indokinesiska halvön) är buddhismen dock den största religionen.